# Lonchaea subneatosa
Lonchaea subneatosa är en tvåvingeart som beskrevs av Nikolai Vasilevich Kovalev 1974. Lonchaea subneatosa ingår i släktet Lonchaea och familjen stjärtflugor. Arten är reproducerande i Sverige. Inga underarter finns listade i Catalogue of Life.